# Cunninghamia lanceolata
Cunninghamia lanceolata — вид хвойних рослин з родини кипарисових (Cupressaceae). Місцем проживання цього виду є Південно-Центральний і Південно-Східний Китай.

## Опис
Дерева або кущі до 50 метрів заввишки; стовбур до 3 метрів; кора від темно-сірого до темно-коричневого або червонувато-коричневого кольору, поздовжньо тріщиниста, розтріскується на неправильні лусочки; крона пірамідальна. Листки глянцеві насичено-зелені в адаксіально, вузьколінійно-ланцетні, прямі або злегка серпоподібні, 0.8–6.5(7) см × 1.5–5 мм. Насіннєві шишки кінцеві, 1–4 разом, при запиленні коротко циліндрично-яйцюваті, ≈ 12×8 мм, пізніше яйцеподібні або підкулясті, 1.8–4.5 × 1.2–4 см. Насіння темно-коричневе, довгасте або вузькояйцеподібне, 5–6 × ≈ 4 мм, з боків вузькокриле.